# La Proie du plus fort
Pour plus de détails, voir Fiche technique et Distribution.
La Proie du plus fort (No Barking) est un court métrage d'animation américain de la série Merrie Melodies, réalisé par Chuck Jones et produit par la Warner Bros. Cartoons, sorti en 1954.